# Scaptesyle dictyota
Scaptesyle dictyota là một loài bướm đêm thuộc phân họ Arctiinae, họ Erebidae.